# 三重の生について
『三重の生について』（さんじゅうのせいについて、De triplici vita）または『生命論』全三巻 (De vita libri tres) は、イタリアのプラトン主義哲学者マルシリオ・フィチーノの著書で、1480年から1489年の間に執筆された。

## 歴史
この書籍はまず手稿本、写本の形で配布され、ついで1489年12月に出版された。同書は、それから17世紀中頃まで絶えず印刷された
哲学と医学と“自然魔術”と占星術の不可思議な混合物で、教養人の健康とその特有の問題について著された初期書物である。不滅と神の源と魂の本質を説明する道筋に沿って、占星術上の図表と治療法、互いに議論しているさまざまなギリシアの神々の演説、哲学的な余談、種々の病気に対する恐怖を伴う中世の処方箋、プロティノスのネオプラトニズムをキリスト教の聖書の言葉と一致させる試み、そして魔術的な治療法と護符が記されている。
著者フィチーノはイタリア・ルネサンスの主要な哲学者であるとともに、医者でありまた医者の息子だった。『三重の生について』は初期ルネサンスの医学思想の一つの例で、ガレノス、ヒポクラテスと四体液説、それに付随するアリストテレスの四質（熱冷湿乾）の理論が多く、その見解と異教の神々の典型的感覚とを結びつけてもいる。この書は、西洋におけるプラトンの対話篇とヘルメス文書との初の出会いの産物だった（フィチーノはプラトンの書をラテン語に訳した、最初の翻訳者である）。
その成果は、特に第三巻『天界によって導かれるべき生について』で、異教の古典的な神々の典型例を文字通りに解釈し、彼らの名をつけた惑星とともに擬人化した作品になった。フィチーノにとっては、惑星が教養人の精神の傾向と、彼の肉体的健康とに影響をもたらすものだった。だが、この書の主旨は惑星の影響を和らげる、人間の気質と運命さえも変えると保証される「治療法と調和が存在する」という点にある。この点において、フィチーノは彼の奥深い人文主義者としての視点を見せていて、そのことが彼を以前の作家たちと区別している。
この書の主旨は、フィチーノが知的に解決しようと試みた緊張関係に由来している。その緊張は古典的な哲学及び宗教と、キリスト教の信仰との間における初期ルネサンスの多くのシンクレティズムの典型的なものだった。フィチーノは両者をプラトンの宇宙論で濾過することによって、これらの世界観を調和させることを試みた。
英訳版はチャールズ・ボアによって1982年に出版されている。
序文と脚注のつきのラテン語と英語の対訳による校定本はキャロル・V・カスケとジョン・R・クラークによってアメリカ・ルネサンス協会の協力の下、1998年にと2002年にアリゾナ中世ルネサンス研究センターから出版された。